# 후티-아랍에미리트 분쟁
후티-아랍에미리트 분쟁은 아랍에미리트가 예멘 내전 당시 예멘 정부를 지원하는 사우디아라비아 주도 연합군에 개입하면서 촉발된 분쟁으로 2015년 3월부터 현재까지 이어지고 있다. 현재 아랍에미리트는 압드라보 만수르 하디가 이끄는 예멘 정부와 남예멘의 부활을 주장하는 알히라크를 지지하고 있다.

## 분쟁
아랍에미리트와 동맹군, 그리고 후티는 2015년 3월부터 충돌이 있었다. 이 충돌은 2022년 1월부터 후티군이 아랍에미리트를 직접적으로 타격하기 시작하면서 격화되었다. 2022년 1월 3일 후티군은 예멘 해안에서 아랍에미리트 깃발을 단 상선을 납치해 11명의 승조원을 억류했다. 2022년 1월 17일에는 후티가 드론으로 아부다비 공항 및 주요 시설을 폭격했는데, 이 공격으로 3명이 죽고 6명이 부상을 입었다. 1월 22일 아랍에미리트군은 후티의 공격에 대한 보복으로 사다에 있는 감옥에 공습을 가해 최소 87명이 죽고 266명 이상이 부상을 입었다.